# 内村健一
内村 健一（うちむら けんいち、1926年（大正15年）6月15日 - 1995年（平成7年）1月2日）は、日本の実業家。

## 経歴および第一相互経済研究所設立の経緯
1926年（大正15年）6月15日、本籍のある熊本県上益城郡甲佐町で内村家次男として生まれる。1941年（昭和16年）4月、地元の白旗尋常小学校から旧制熊本県立御船中学校に進学するも中退し、1943年（昭和18年）4月に旧海軍甲種予科練習生として鹿児島海軍航空隊に入隊。特攻隊戦闘機搭乗員となり、終戦と共に本籍地のある甲佐町に復員。1947年（昭和22年）9月に第一生命保険相互会社熊本支店に保険外交員として勤務するようになる。勤務の傍ら、1950年（昭和25年）10月から、当時の自宅に隣接した建物で特殊飲食店を妻に経営させ、1957年（昭和32年）4月に売春防止法が施行されてからは、それを旅館に切り替えて、更に1965年（昭和40年）11月食堂に転業し経営させたりしていたが、家族の生活費は専ら健一の保険外交員としての収入等によって賄っていた。1966年夏、糖尿病のため入院療養していた際、妻から、妻の加入している誠相互経済協力会（札幌市所在）の会員勧誘パンフレットを見せられ、同会の仕組みに感心すると共に、同会会員となるよりも自ら同種の会を設立し、経営した方が利益が多大になると考え、協力会パンフレットの内容にヒントを得て、退院後、独自に「親しき友の会」の仕組みを考案して、1967年（昭和42年）3月、甲佐町にあった自宅の2階を改造して事務所にあて「第一相互経済研究所（第一相研）」の名称で「親しき友の会」の事業を開始し、自ら親戚、知己を勧誘し、「親しき友の会」の初代親会員（いわゆるトップ会員）9名を作った他、会員募集を自ら行い、家族には事務的な仕事を手伝わせ、第一相研の所長として第一相研を主宰し、「親しき友の会」の運営にあたっていた。しかし、同年7月には前記勤務先の第一生命の上司から第一相研の名称を変更するように要求されたことや会員数も増加して事務量も増大したことなどから、保険外交員を辞め、以後、第一相研の事業に専念し、1970年（昭和45年）12月、「中小企業相互経済協力会」発足の頃から、第一相研を「天下一家の会」とも呼ぶようになり、更に同会会長の肩書を付するようになった。

## 事業内容
前記の通り、1967年（昭和42年）3月から第一相互経済研究所（第一相研）の名称で、当時の前記住居に事務所を置き、「親しき友の会」を設立し、入会申込者と会員との間の一定額の金員贈与契約類似の無名契約の成立、履行を仲介する報酬および費用として、入会申込者から入会金名目で一定額を徴収する事業を営むようになり、当初のうち入会申込者も増加したが、同会の仕組みでは入会後目標額取得までかなりの期間を要し、元金も少額であるうえ、後輩会員の獲得に苦労する煩わしさも加わって、会員の中には元金の回収が不能となっても後輩会員の獲得に熱意を示さない者が増加した。1968年（昭和43年）初め頃をピークに入会申込数は減少するようになり、その結果、内村の事業収入も減少した。更に1969年（昭和44年）2月に第一相研事務所を肩書住居に移したが、事務所に充てるための不動産の購入費用がかさんだことなどから、事業の経営状態が芳しくなくなったため、状態を打開すべく、第一相研の入会金増収を図り、そのため魅力のある方式の会にするよう種々工夫を凝らし、「第一相互経済協力会」・「交通安全マイハウス友の会」・「中小企業相互経済協力会」の各会を次々と考案し、これらはいずれも第一順位に昇格する前に目標額（満額）の一部を二代後輩会員（孫会員）から取得できるようにして（孫取り金制度）、短期間内に元金回収を可能ならしめることによって入会者に後輩会員獲得の熱意を持たせて、かつて保険外交員であった経験を活かし、「第一相互経済協力会」・「交通安全マイハウス友の会」の会員に対し、入会後一年間保険をかけて、前者については交通事故その他の事故により被害を蒙った場合、100万円を限度とする見舞金、後者については交通事故により被害を蒙った場合は500万円を限度とする見舞金を支給していた（なお、両者について、1971年（昭和46年）1月以降は保険会社の保険による見舞金制度を第一相研による相互共済見舞金制度に切り替えている。）
「中小企業相互経済協力会」の会員に対し、入会後一年間に限り、会員が死亡もしくは傷害を受けた場合3,000万円を限度とする見舞金を支給し（相互共済見舞金制度）、更に「第一相互経済協力会」・「交通安全マイハウス友の会」・「中小企業相互経済協力会」の各会員に対して入会後一年間に限り、研修保養所の無料宿泊・飲食の特典を与えるなどの仕組とし、これらを1969年（昭和44年）6月から1970年（昭和45年）12月までの間に順次創始し、会員を勧誘した結果、1970年は前年度に比較して入会者数が10倍以上に増加したが、各会についても、その事業内容は、「親しき友の会」と同様入会申込者と会員との間の一定額の金員贈与契約類似の無名契約の成立・履行を仲介する報酬および費用として入会申込者から入会金名目で一定額を徴収するものであるところから、事業に対し生産性がなく、大衆の射倖心を煽る不健全なものであると批判されたため、これを回避する意図もあって、出稼ぎ農家に対する救済と消費者に廉価で良質の牛肉を供給することを目的とするものであるとして、1970年11月「畜産経済研究会」を考案、創始し、和牛の飼育預託をなし、受託者から諸経費の名目で一定額を徴収する事業を営み、以上各事業を主宰することにより、多額の収入を得ていたものである。

## 各会の仕組み

### 親しき友の会
健一が1967年（昭和42年）3月に考案、創始したもので、入会申込者は、第一相研の指定する第一順位の先輩会員に1,000円を送金して贈与し、且つ、第一相研に1,080円を払い込むことによって、第六順位で加入することになり、入会者は、新規入会者を4名獲得することによって、順位が六番から五番に昇格し、以下同様に新規入会者が各自4名入会者を獲得することによって、その都度順位が五番から四番、三番、二番、一番と順次昇格し、第一順位になったとき、六代目の後輩会員1,024名から各1,000円ずつ合計102万4,000円を送金されて金員を受贈する仕組である。

### 第一相互経済協力会
健一が1969年（昭和44年）6月に考案、創始したもので、入会申込者は、第一相研の指定する第一順位あるいは第五順位の先輩会員1名に3万円を送金して贈与し、且つ、第一相研に1万円を払い込むことによって、第七順位で加入し、入会者は、新規入会者を2名獲得することによって、順位が七番から六番に昇格し、以下同様に新規入会者が各自2名入会者を獲得することによって、その都度順位が六番から五番、四番、三番、二番、一番と順次昇格し、第五順位になったとき、七代目の後輩会員2名から各3万円ずつ合計6万円（「孫取り金」と称する金員）を、第一順位になったとき、七代目の後輩会員32名から各3万円ずつ合計96万円を、それぞれ送金されて金員（入会後から最終送金されるまでの合計金額は102万円である）を受贈する仕組である。

### 交通安全マイハウス友の会
当時、大衆の持家への希望が強くなっていたところ、前記各会による取得金額では住宅建設資金として不十分であったため、会員の取得金額を大幅に増加させ、前記の各種の特典を付与することによって、多数の入会者を獲得し、大幅な事業収益を図る意図のもとに、健一が1969年（昭和44年）12月に考案、創始したもので、入会申込者は、第一相研の指定する第一順位あるいは第六順位の先輩会員1名に8万円を送金して贈与し、且つ、第一相研に2万円を払い込むことによって、第八順位で加入し、入会者は新規入会者を2名獲得することによって、順位が八番から七番に昇格し、以下同様に新規入会者が各自2名入会者を獲得することによって、その都度順位が七番から六番、五番、四番、三番、二番、一番と順次昇格し、第六順位になったとき、八代目の後輩会員2名から各8万円ずつ合計16万円（「孫取り金」）を、第一順位になったとき、八代目の後輩会員64名から各8万円ずつ合計512万円を、それぞれ送金されて金員（入会後最終送金されるまでの受取り金額は合計528万円である）を受贈する仕組である。

### 中小企業相互経済協力会
銀行等の金融機関からの融資が容易でない中小企業経営者の資金繰りに役立たせるものであるとして、会員の取得金額を飛躍的に増加させ、前記の各種の特典を付与することによって、多数の入会者を獲得し、飛躍的な事業収益を挙げる意図のもとに、健一が1970年（昭和45年）12月に考案、創始したもので、入会申込者は、第一相研の指定する第一順位あるいは第六順位の先輩会員1名に50万円を送金して贈与し、且つ、第一相研に10万円を払い込むことによって、第八順位で加入し、右入会者は新規入会者を2名獲得することによって順位が八番から七番に昇格し、以下同様に新規入会者が各自2名入会者を獲得することによって、その都度順位が七番から六番、五番、四番、三番、二番、一番と順次昇格し、第六順位になったとき、八代目の後輩会員2名から各50万円ずつ合計100万円（「孫取り金」）を、第一順位になったとき、八代目の後輩会員64名から各50万円ずつ合計3,200万円を、それぞれ送金されて金員（入会後最終送金されるまでの受取り金額は合計3,300万円である）を受贈する仕組である。

### 畜産経済研究所
前記のとおり、前記各会はいずれも生産性がなく、大衆の射倖心を煽る不健全なものであると批判されたため、これを回避する意図もあって、出稼ぎ農家に対する救済と消費者に廉価で良質の牛肉を供給するものであるとして、健一が1970年（昭和45年）11月に考案、創始したもので、和牛一頭当り1万円の入会金を徴収して会員に和牛の貸付けを行ない、入会金を払い込んだ会員に1年間和牛を飼育させ、その間会員に必要な飼料を供給し、飼育期間の終わった時点で飼育牛を売却したうえ、その販売代金から元牛の購入代金および飼料代金を控除した残額を会員の収益とする仕組であり、入会金は、事業を行なうことの対価・報酬として入会者から徴収していたものである。

## 罪となるべき事実
健一は、前記のとおりの事業を営んでいたものであるが以下のような脱税行為などがあった
1. 1968年度（昭和43年度）における総所得金額は3,232万0,953円であって、これに対する所得税額は1,672万1,700円であるのに、正当な理由がなく所得税の確定申告期限である1969年（昭和44年）3月15日までに所轄熊本税務署長に対し確定申告書を提出しなかった。
2. 1969年度（昭和44年度）における総所得金額は2,630万8,435円であって、これに対する所得税額は1,285万9,300円であるのに、正当な理由がなく所得税の確定申告期限である1970年（昭和45年）3月16日までに所轄熊本税務署長に対し確定申告書を提出しなかった。
3. 1970年度（昭和45年度）における総所得金額は26億4,624万2,539円であって、これに対する所得税額は19億6,562万9,700円であるのに、同年7月24日ごろから1971年（昭和46年）3月15日ごろまでの間、熊本税務署大蔵事務官らが肩書住居の第一相研事務所に赴き、1970年度（昭和45年度）の所得調査をした際、同大蔵事務官らに対し、「第一相研は法人でも個人でもなく、その財産は会員のものである。入会金は会員に帰属するものであって、私個人の所得ではない。私は営利事業を営んでいるものでなく、会員相互の救け合い運動を行っているものである」などと虚偽の申し立てをしたうえ、1971年（昭和46年）3月15日、熊本税務署長に対し、1970年度（昭和45年度）における健一の所得金額は36万円のみであって所得控除の結果納付すべき税額がない旨虚偽の確定申告書を提出し、もって不正の行為により19億6,562万9,700円の所得税を免れた。
4. 1969年（昭和44年）2月から1971年（昭和46年）2月までの間、第一相研事務所において、毎月被告人の使用する従業員に対し支払った給料および賞与などの給与額は合計1億4,527万5,656円であって、これに対し源泉徴収して納付すべき所得税額は合計189万6,822円であるのに、納付日までにそれぞれこれを徴収して納付しなかったものである。

## 逮捕、起訴
一時は公称180万人の会員を擁し、毎日1億円が本部に入ったといわれる中、被害者が続出し社会問題となった。1971年（昭和46年）、熊本国税局は所得税法違反の容疑により会に対する強制調査を行った。その後、内村を熊本地方検察庁に告発。1972年（昭和47年）2月16日に熊本地検は、内村（当時46歳）を脱税容疑で逮捕、その後起訴となる。起訴後も｢花の輪｣(A～Cの3コースあり)、｢洗心協力会｣などの活動を行なう。天下一家の会の元会員らが内村に対して入会金の返還を求め長野地裁に提訴した。

## 弁護人の主張による判断
弁護人は、第一相研は1967年（昭和42年）3月以来、会員相互の扶助を目的とする団体としての実体を備えていたものであって、いわゆる権利能力のない社団であり、前記各会の事業は権利能力のない社団としての第一相研がこれを行なったものであるから、事業による入会金も権利能力のない社団としての第一相研に帰属したものであり、従って、健一個人の所得ではない旨主張する。
よって、検討するに、権利能力なき社団といいうるためには、団体としての組織を備え、多数決の原則が行なわれ、構成員の変更にかかわらず団体が存続し、その組織において代表の方法、総会の運営、財産の管理等団体としての主要な点が確定していることを要する（最判昭和39年10月15日・民集18巻8号1,671頁以下）ところ、前掲各証拠によれば、本件犯行時における第一相研の実情は次のとおりであったと認められる。
1. 第一相研においては、社員資格の得喪、機関の構成、資産の管理等社団に関する重要な事項を定めた定款は制定されていなかった。この点について、弁護人は、1970年（昭和45年）12月上旬に作成された「第一相互経済研究所主旨」と冒頭に記載された書面、同月中旬に作成された「中小企業相互経済協力会御入会のおすゝめ」と題する会員勧誘用パンフレット、あるいは、1971年（昭和46年）1月上旬に作成、印刷された「天下一家の会」と題する冊子中「天下一家の会組織活動・第一相互経済研究所主旨」と冒頭に記載された書面に各記載されている主旨・綱領が実質的には定款といえる旨主張するが、主旨・綱領は、1970年（昭和45年）12月第一相研に入所した真崎武彦において、第一相研の内部の実情を直接見聞するに及び、その実態は健一の説明とは余りにも隔りのあるもので、各会の会員代表が第一相研の運営、財産運用の基本的決定等に全く関与していないばかりか、その関与の機会すら与えられておらず、健一個人の事業そのもので、到底社団の形態を持ったものとはいえず、会員は専ら利殖目的のみで各会に加入しているに過ぎず、会員に健一の説明するところの「救け合いの精神」が全く普及していないことなどその実情を認識するに至り、将来第一相研を社団化し、第一相研は合議体によって運営されるべきものであると考え、今後の実践目標として、真崎が同月「天下一家の会小論」と題する書面を起案したものであるが、同書面中の第一相互経済研究所主旨・綱領が、健一から将来の目標としての主旨・綱領とする趣旨で採用され、その結果、印刷、頒布されたものに過ぎないのであり、しかも主旨・綱領は極めて抽象的であり、構成員の資格得喪に関する明確な定め、総会の構成・運営、理事、監事、その権限等社団の機関についての定め並びに社団の資産管理等に関する定めがないことなど、以上主旨・綱領の作成経緯および立言形式に徴すると、主旨・綱領は定款の実質を備えたものとは到底いえない。
2. 第一相研には、社団の構成員としてのいわゆる社員なるものは存在せず、従って、第一相研の意思が、多数決原理により決定されたことは一度もなく、また、業務執行機関も存在していなかった。この点について、次長（1970年（昭和45年）7月から同年11月までの間）、常務（「中小企業相互経済協力会」発足以降）あるいは理事（「畜産経済研究会」発足以降）の肩書を付された者がいたが、これらは単なる名目的な肩書で、業務執行について何らの決定権も有せず、単に被告人の業務執行の補助者ないし事務分担の責任者に過ぎないものであった。
3. 前記各会の仕組は全て健一が独自に考案し（もっとも「第一相互経済協力会」以降の各会の仕組を考案するに際し、一部有力会員からの要望や意見を参考にしているものの、入会金の金額・満期の受領金額等の基本的要素は勿論、孫取り金制度、保険ないし見舞金制度の導入、各会の実施時期については、全て、健一の一存で決定されている）、各会の初代親会員（トップ会員）の人選、第一相研の職員の採用・解雇等は全て健一の一存で決定されていた。
4. 第一相研に送金されてきた入会金の出納管理についても、健一自ら、あるいは親戚関係にある者を経理責任者としてその任務にあたらせたうえ、毎日健一に収支結果を報告させて健一が管理し、普通預金の預金先、限度額を健一が決定したうえ経理担当者に指示して預け入れさせ、経常支出外の払い出しについては健一の事前許可を必要とし、定期預金・定額郵便貯金・割引債の設定、管理、処分等については健一の一存で行なわれ、不動産や多額の支出を伴なう動産等の購入、処分については全て最終的に健一の意思によって決定しており、また、健一は給与の支給を受けておらず、健一とその家族の生計費および健一個人の借金の返済資金等を入会金から支出し、保養所購入資金や出張旅費等に多額の支出残高が生じた場合でも、これは経理担当者に返還して清算することなく、妻に渡して自宅の箪笥に保管し、生活費に充てたり、また、健一個人の知人、友人に入会金から金員を貸付けたりなどして、第一相研の事業による収入金は健一個人の財産と同一視していた。
5. 第一相研の幹部職員らの認識していた第一相研は、健一が第一相研の名称で各会を主宰、運営し、入会金を徴収する健一個人経営の営利事業であり、幹部職員らは健一個人の使用人に過ぎないと認識していた。
6. 各会のいわゆる会員は、利殖のため、入会金名目で一定額の手数料を第一相研に支払うと共に、後輩会員を入会させることにより、爾後（じご　その後）、一定額の金員を確実に送金してもらえるような各会の仕組みを利用するに過ぎず、会員が第一相研の意思決定あるいは業務執行に関与できる機会は全くないことはもとより、会員に対し第一相研の収支報告、事業報告等がなされたことはなく、また会員自身にも第一相研の構成員として第一相研の事業を運営するというような認識はなかった。もっとも、「第一相互経済協力会」・「交通安全マイハウス友の会」・「中小企業相互経済協力会」の各会員は、入会後一年間に限り、第一相研の保養所等の無料宿泊、飲食等の特典が付与されるが、それは一定の期間に限って一定の施設、サービスを利用できるにとどまり、それ以上の権限あるいは第一相研の構成員たる資格を付与されるものではない。

以上の各事実が認められ、認定事実によれば、第一相研は、本件各犯行時において、権利能力なき社団としての実体を備えていたとはいえず、健一個人の事業であったことが明白である。
押収してある不動産売買契約書によれば、ビル購入に際し、同ビルの買主名義が「第一相互経済研究所親しき友の会代表　内村健一」と記載されているが、前記認定の事実に照らすと、このことをもって、直ちに第一相研が権利能力なき社団であったとか、あるいは、健一が第一相研を権利能力なき社団と認識し、且つ、入会金、本部ビル、保養所等を健一個人の財産ではなく、権利能力なき社団としての第一相研の財産であると認識していたと肯認することは到底できない。そもそも、被告人が事業における取引について、第一相研あるいは天下一家の会の名称を用いたのは、健一自身の日常生活上の財産と事業財産とを便宜上区別するためであったと思料され、前記ビル購入の際、買主名義に前記の如く「第一相互経済研究所親しき友の会代表」と記載されているのも、同様の趣旨からであると認めるのが相当である。

## 判決
1978年（昭和53年）に熊本地方裁判所は、「被告人の判示一および二の所為は、いずれも所得税法二四一条本文、一二〇条一項に、判示三の所為は同法二三八条一項、一二〇条一項三号に、判示四の所為はいずれも同法二四〇条一項、一八三条一項に各該当するところ、判示一および二の罪についてはいずれも所定刑中懲役刑を選択し、判示三の罪については懲役刑および罰金刑を併科し、判示四の罪についてはいずれも懲役刑のみを科することとし、以上は刑法四五条前段の併合罪であるので、懲役刑については、同法四七条本文、一〇条により刑および犯情の最も重い判示三の罪の刑に法定の加重をし、その刑期および所得税法二三八条二項の制限の金額の範囲内で被告人を懲役三年および罰金七億円に処し、右罰金を完納することができないときは、刑法一八条により、金一〇〇万円を一日に換算した期間被告人を労役場に留置することとし、諸般の事情を考慮し、同法二五条一項により、この裁判の確定した日から三年間右懲役刑の執行を猶予し、訴訟費用は、刑事訴訟法一八一条一項本文を適用してこれを全部被告人に負担させることとする」とし、「被告人を懲役三年および罰金七億円に処する。右罰金を完納することができないときは、金一〇〇万円を一日に換算した期間被告人を労役場に留置する。この裁判の確定した日から三年間右懲役刑の執行を猶予する。訴訟費用は全部被告人の負担とする。」との判決を出したが、内村は控訴。

## その後
1977年（昭和52年）、長野地裁が内村に対して入会金の返還を命じる判決を出した。
1978年（昭和53年）11月には無限連鎖講の防止に関する法律が制定された。翌年1979年（昭和54年）5月に法律が施行されたことから、天下一家の会を解散した。
1980年（昭和55年）、第12回参議院議員通常選挙全国区に無所属で立候補するが落選。破産宣告を受けた。
1983年（昭和58年）7月、約20億円の所得税法違反（脱税）の罪で罰金7億円の有罪が確定したが、確定直後に罰金7億円のうち2億円しか支払えないので熊本刑務所に収監された。
1985年（昭和60年）5月、病気（糖尿病）のため刑の執行が停止され、熊本リハビリテーション病院に入院した。
1995年（平成7年）1月2日、糖尿病による腎不全のため、死去。68歳没。
2005年、破産管財人は最後配当を実施し、破産手続が終結。破産宣告から25年を経ていた。

## 著作
- 『原点からの発想 : 自らを救うものは何か』経済界 1976年 (ワイド・ブックス)

## 評伝
- 鶴蒔靖夫『天下一家物語　―行動する"救け合い運動"の思想と真相―』1971年 (20世紀企画、シリーズ「現代組織を考える」)
- 鶴蒔靖夫『現代“世直し”の神々　―内村健一の世界―』同上、1974年